# 新井紀子
新井 紀子（あらい のりこ、1962年10月22日 – ）は、日本の数学者。専門は数理論理学、教育工学、人工知能など。国立情報学研究所社会共有知研究センター長・教授。

## 人物
東京都出身。東京都立国立高等学校を経て、一橋大学法学部に入学。高校までは数学が嫌いだったが、大学の数学の授業で、数学の面白さに目覚め、松坂和夫教授に師事。大学4年時に、数学基礎論の研究が盛んだったイリノイ大学数学科に留学し、竹内外史教授に師事。1年でイリノイ大学数学科を優等（magna cum laude）で卒業した後、奨学金を受けて、イリノイ大学大学院5年一貫制博士課程 数学研究科に進学。1990年に修士号を取得。
イリノイ大学大学院在学中に数学者の新井敏康と結婚。1990年に帰国し、長女の出産後、1994年に一橋大学法学部を卒業。その後名古屋市で専業主婦をしていたが、数学者になることを志し、夫の赴任先にあった広島市の広島市立大学情報科学部助手に着任。1997年東京工業大学より博士（理学）の学位を取得。高橋正子教授主査による論文の題は「On Lengths of Proofs in Propositional Calculi(命題論理における証明の長さの研究)」。2006年から国立情報学研究所教授。また2004年から母校一橋大学で教養の集合と位相や、数理論理学を講じる。
2009年度日本OSS奨励賞受賞。2010年科学技術分野の文部科学大臣表彰。2018年2月に刊行した『AI vs.教科書が読めない子どもたち』（東洋経済新報社）により、同年日本エッセイスト・クラブ賞、石橋湛山賞、山本七平賞、大川出版賞、TOPPOINT大賞、翌2019年にビジネス書大賞をそれぞれ受賞。2021年東京都教育委員会委員(2021年6月から2023年9月まで)。2022年科学技術分野の文部科学大臣表彰科学技術賞受賞。内閣府総合科学技術会議ICTワーキンググループ委員、文部科学省科学技術・学術審議会総合政策特別委員会委員、日本学術会議連携会員、国立大学法人一橋大学経営協議会委員、独立行政法人大学評価・学位授与機構運営委員なども務める。

## 研究・開発
2001年からNetCommonsを開発、2009年からResearchmapを開発。2011年からは人工知能「東ロボくん」研究開発プロジェクトのプロジェクトディレクタを務めている。
2011年より東大合格を目指すAI「東ロボくん」の開発に携わる。東ロボくんは2015年には5科目8教科全体の偏差値が57.1となるなど、人間の受験生の上位2割に入るそこそこの成績向上を収めたが、一方で国語の偏差値は49.7となるなど読解力が低く、AIは「問題文が読めない」「文脈を理解できない」ことが課題となった。問題文の意味が分からないままビッグデータを学習して計算力と暗記力によって統計的にそれらしい回答を導き出す、という現在のAIでは、東大に合格できる程度の読解力を身に着けることは不可能と判断され、東ロボくんの開発は2016年に凍結された。
東ロボくんの開発に携わる中で、文脈を理解できないAIよりも成績が低い人間の受験生が8割もいることに気付く。2015年の調査では、多くの中高生も、AIと同様に文脈を理解しないまま計算や暗記によって問題を解いていることが判明した。これからAIが進歩して社会に浸透していくなかで、計算や暗記では人間はAIに対抗できないため、人間は人間らしい読解力や意味理解を深めることが重要になるとの観点から、AIの性能を上げるよりも、中高生の読解力向上が直近の課題と考えるようになる。そのため、2016年より「教育のための科学研究所」を設置し、中高生の読解力を調査する「リーディングスキルテスト」を実施している。

## 経歴
- 1981年 一橋大学法学部入学[5]
- 1985年 イリノイ大学数学科卒業、優等（magna cum laude）[23]
- 1984年 イリノイ大学大学院5年一貫制博士課程 数学研究科[5]
- 1990年 イリノイ大学大学院 数学研究科修士号取得 [5]
- 1995年 一橋大学法学部卒業[5]
- 1994年 広島市立大学情報科学部助手
- 1997年 東京工業大学大学院 情報理工学研究科 博士（理学）[5][24]
- 1998年 フィールズ研究所客員研究員
- 1999年 プリンストン高等研究所客員研究員、トロント大学情報科学部客員研究員
- 2001年 国立情報学研究所情報学基礎研究系助教授
- 2002年 総合研究大学院大学数物科学研究科情報学専攻助教授
- 2002年 東京工業大学大学院数理科学研究科[要検証 – ノート]非常勤講師[23]
- 2004年 一橋大学教養教育非常勤講師
- 2005年 東京工業大学大学院情報理工学研究科連携助教授、東京大学社会科学研究所客員講師
- 2006年 国立情報学研究所情報社会相関研究系教授/総合研究大学院大学複合科学研究科情報学専攻教授
- 2006年 東京工業大学大学院情報理工学研究科連携教授
- 2008年 国立情報学研究所社会共有知研究センター長
- 2009年 国際基督教大学オスマー記念自然科学客員教授[25][26][27]
- 2017年 一般社団法人教育のための科学研究所設立、同代表理事[28]
- 2019年 トヨタシステムズアドバイザー[29]
- 2021年 東京都教育委員会委員[16]

## 著作

### 著書
- 『数学にときめく―あの日の授業に戻れたら』ムギ畑編 講談社ブルーバックス、2002年6月
- 『ネット上に学びの場を創る―情報共有が市民社会にもたらすもの』岩波ブックレット、2003年9月
- 『ハッピーになれる算数』理論社、(よりみちパン! セ) 2005年 イースト・プレス、2011年
- 『ブックガイド <数学>を読む (岩波科学ライブラリー 113)』岩波書店、2005年11月
- 『生き抜くための数学入門』理論社、(よりみちパン! セ) 2007年2月
- 『こんどこそ!わかる数学 (岩波科学ライブラリー)』岩波書店、2007年
- 『数学は言葉―math stories』東京図書株式会社、2009年9月
- 『コンピュータが仕事を奪う』日本経済新聞出版社、2010年12月
- 『生き抜くための数学入門』イースト・プレス、2011年7月
- 『ほんとうにいいの? デジタル教科書 (岩波ブックレット)』岩波書店、2012年12月
- 『これからどうする――未来のつくり方』岩波書店、2013年6月
- 『ロボットは東大に入れるか (よりみちパン! セ)』イースト・プレス、2014年 新曜社、2018（改訂新版）
- 『AI vs.教科書が読めない子どもたち』東洋経済新報社 2018
- 『AIに負けない子どもを育てる』東洋経済新報社、2019年9月。ISBN 9784492762509。
- 『新井紀子の読解力トレーニング』東京書籍、2025年2月。ISBN 4487816629
- 『シン読解力　学力と人生を決めるもうひとつの読み方』東洋経済新報社、2025年2月、ISBN 4492762671

### 共著
- （ドナルド コーエンと共著) 『アメリカ流 7歳からの行列―目で見てわかる!』講談社ブルーバックス、2001年4月
- （新井敏康,上野健爾,國末稔之,坂井公,野崎昭弘と共著）『数学にときめく ふしぎな無限』講談社ブルーバックス、2005年
- （新井明,柳川範之,e‐教室共著)『経済の考え方がわかる本』岩波ジュニア新書、2005年6月
- （曽根原登,丸山勝巳,山本毅雄と共著)『デジタルが変える放送と教育』丸善ライブラリー―情報研シリーズ)、2005年
- （岡部恒治と共著）『数と形の事典―算数がもっとおもしろくなる 自分で考える力をつけよう!』PHP研究所、2007年7月
- （半藤一利,山根基世,常盤豊,妹尾彰,岡田誠太郎共著）『いま、子どもが危ない!―読売新聞NIE「教育に新聞を」シンポジウムからの提言 子どもを救う「言葉の力」』五月書房、2007年10月
- （編著）『私にもできちゃった! NetCommonsで本格ウェブサイト』近代科学社、2009年8月
- （新井敏康と共著）『計算とは何か (math stories)』東京図書、2009年
- （平塚知真子,松本太佳司共著）『私にもできちゃった！NetCommons実例でわかるサイト構築: ネットコモンズ公式マニュアル』近代科学社、2011年
- （共著）『ほかの誰も薦めなかったとしても今のうちに読んでおくべきだと思う本を紹介します。(14歳の世渡り術)』河出書房新社、2012年
- （榊佳之,唐津治夢,山極寿一と共著)『人間とは何か―先端科学でヒトを読み解く』東京化学同人、2014年10月

### 訳書
- （ドナルド コーエン)『アメリカ流 7歳からの微分積分―こんな学び方があったのか!』講談社ブルーバックス、1998年8月

### 監修
- 『人工知能と友だちになれる？: もし、隣の席の子がロボットだったら…マンガでわかるAIと生きる未来（子供の科学★ミライサイエンス）』誠文堂新光社 2018年6月